# هاروني (شهركرد)
هاروني هي مدينة في مقاطعة شهركرد، إيران. عدد سكان هذه المدينة هو 3,601 في سنة 2016.